# Lotus unfolding
Lotus unfolding is een studioalbum van Ozric Tentacles.

## Inleiding
De band Ozrics maakt al jaren dezelfde muziek. Omdat het vaste personeel alleen bestaat uit de familie Ed en Silas Wynne is er van enige verandering nauwelijks sprake. De muziek gaat volgens sommige kenners de richting op van “muzikaal behang”, muzak binnen de spacerock en psychedelische rock (progwereld). Anderen zagen het geheel anders; het zou één van de betere studioalbums (van de zestien) zijn (progarchives). Gezamenlijk kwam men tot de conclusie dat dit album vooral opvalt door de up-temponummers, zoals de eerste track. Andere opvallend geluidskenmerk is het gebruik van een speciaal voor de tracks 3 en 4 gebouwde akoestische gitaar van Kiff Wood. Als (bijna) altijd valt ook de productionele helderheid van de opnamen op. 

## Musici
- Ed Wynne – gitaar, synthesizers, basgitaar, drumcomputer
- Silas Wynne – toetsinstrumenten, modulaire synthesizers (zoon van Ed)
- Brandi Wynne – basgitaar (vrouw of ex-vrouw van Ed)
- Saskia Maxwell – dwarsfluit
- Tim Wallander – drumstel
- Paul Hankin – percussie
- Gré Vanderloo – percussie- drumcomputer

## Muziek
| Nr. | Titel                         | Duur |
| --- | ----------------------------- | ---- |
| 1.  | Storm in a teacup (Ed, Silas) | 9:30 |
| 2.  | Deep blue shade (Ed, Silas)   | 5:08 |
| 3.  | Lotus unfolding (Ed, Silas)   | 8:10 |
| 4.  | Crumplepenny (Ed, Silas)      | 9:54 |
| 5.  | Green incantation (Ed, Silas) | 7:35 |
| 6.  | Burundi spaceport (Ed, Silas) | 5:02 |